# Акате
Акате (итал. Acate) — город в Италии, расположен в регионе Сицилия, подчинён административному центру Рагуза (провинция).
Население составляет 8328 человек (на 2004 г.), плотность населения составляет 79 чел./км². Занимает площадь 101,4 км². Почтовый индекс — 97011. Телефонный код — 00932.
Покровителем коммуны почитается священномученик Власий Севастийский (San Biagio), празднование 3 февраля. Праздник города ежегодно празднуется 10 октября.